# Кшиштоф Пендерецький
Кши́штоф Евгеніуш Пендере́цький (пол. Krzysztof Eugeniusz Penderecki; 23 листопада 1933, Дембиця — 29 березня 2020, Краків) — польський композитор, диригент, педагог.

## Біографія
Народився 23 листопада 1933 року в маленькому провінційному містечку Дембиця. Він походив з родини змішаного походження, і з музичними традиціями (музикою, правда не професійно, займалися його дід Роберт Бергер — директор банку та батько Тадеуш Пендерецький — юрист). Його дідом по батьку був греко-католик Міхал Пендерецький з села Тенетники біля Рогатина. Він одружився з вірменкою Стефанією Шилкевич (пол. Stefania Szylkiewicz) зі Станіславова (нині — Івано-Франківськ), і згодом вони переїхали до Дембиці. Крім гілки Міхала решта родини Пендерецьких уникнула полонізації, і деякі досі проживають в родинному селі. Композитор зустрічався з ними під час своїх візитів до України в 1990х. По материнській лінії його дід Роберт Бергер був німецьким євангелістом (згодом перейшов у католицизм).
Навчався композиції в Краківській консерваторії у класі А. Малявського, яку закінчив в 1958 року. У середині 1970-х років Пендерецький став професором Єльської школи музики. Виграв численні музичні конкурси у Польщі і за кордоном, у тому числі отримав першу, другу і третю нагороду на Другому конкурсі молодих композиторів (1959), Першу національну нагороду (1968, 1983), приз Асоціації польських композиторів (1970), Нагороду Гердера (1977), нагороду Онеггера (1978), приз конкурсу ім. Сібеліуса (1983), премію Лоренцо Магніфіко (1985), приз фундації Карла Вольфа (1987), нагороду «Греммі» за запис Другого концерту для віолончелі (1988), Музичну нагороду Грейвмеєра (1992), Приз Міжнародної музичної ради ЮНЕСКО (1993), наступну нагороду «Греммі» за запис Другого концерту для віолончелі (1999), приз для найкращого композитора сучасності в Мідем Классік у Каннах (2000), третю нагороду «Греммі» за «Credo», нагороду принца Астурії (2001).
Кшиштоф Пендерецький є почесним доктором багатьох університетів, у тому числі у Рочестері, Бордо, Лойвені, Вашингтоні, Белграді, Мадриді, Познані, Варшаві, Буенос-Айресі, Глазго, Кракові, Люцерні, а також українських консерваторій — у Києві (3 1999 року) та Львові(з 2015 року). Він є почесним членом Королівської музичної академії у Лондоні, Національної академії святої Цецілії у Римі, Королівської музичної академії у Стокгольмі, Академії мистецтв у Берліні, Національної академії мистецтв у Буенос-Айресі, Міжнародної академії філософії та мистецтва у Берні, Національної академії наук, літератури і мистецтва у Бордо, Королівської Ірландської музичної академії у Дубліні, Американської академії мистецтв та літератури.
Отримав численні відзнаки в Польщі і за кордоном. У 2004 році Кшиштоф Пендерецький був нагороджений Імператорською премією, нагородою Японського Імператора, яку прийнято вважати Нобелівською премією у мистецтві. У 2004 році він став Почесним громадянином Буенос-Айреса. У 2005 році нагороджений Президентом Польщі орденом Білого Орла.

## Творчість

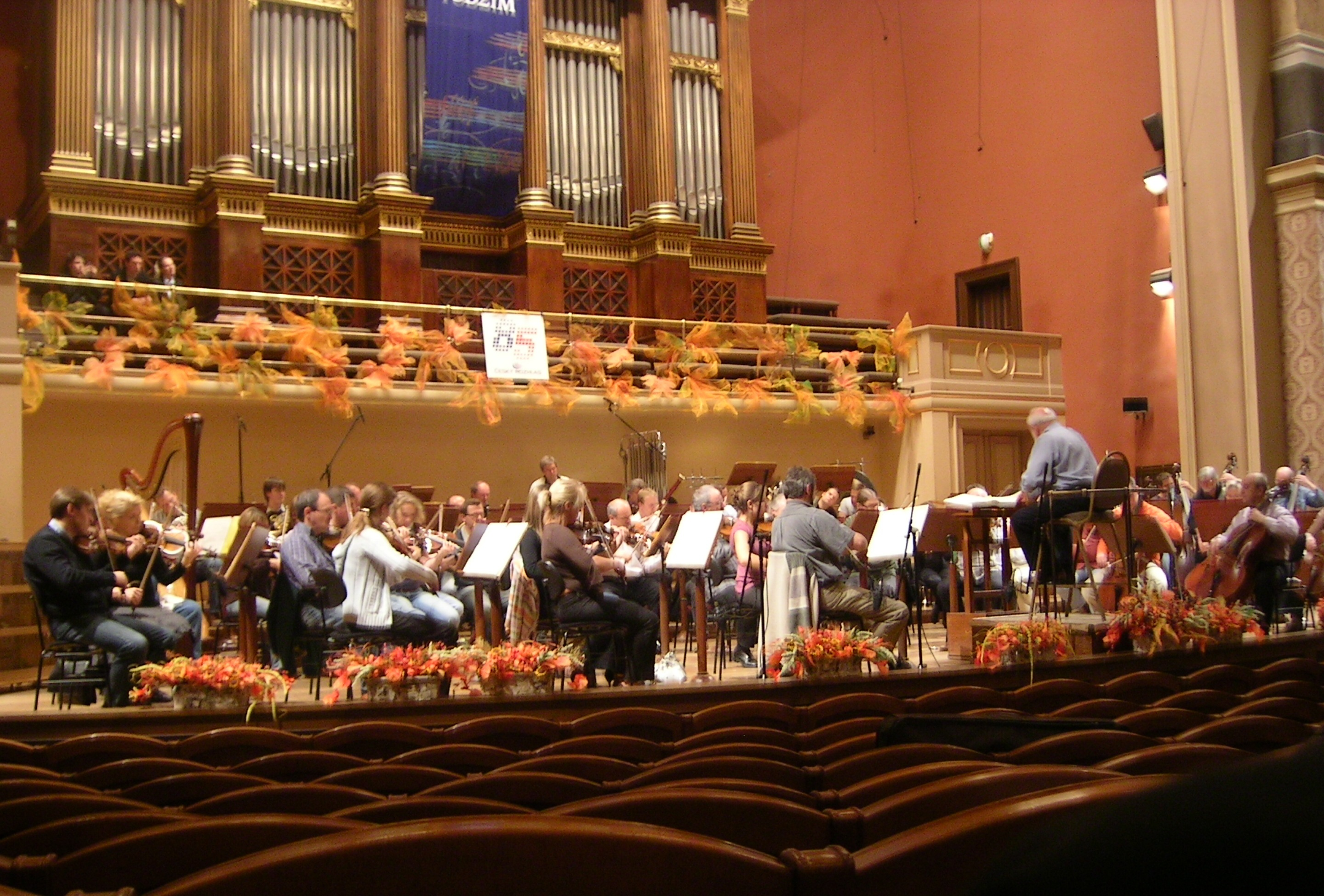
Пендерецький на Міжнародному музичному фестивалі «Празька осінь», 2008.

Ранні твори Пендерецького відзначаються сонорикою, що походить від серіальної техніки, найвідоміші твори в цьому стилі — «Плач по жертвах Хіросіми», «Поліморфія», «De natura sonoris».
В середині 1970-х років Пендерецький відходить від сонористики і орієнтується на здобутки німецької симфонічної музики кінця XIX століття («Symfonia wigilijna»).
Кшиштоф Пендерецький був один із композиторів, яким замовляли твір на відкриття Літніх Олімпійських ігор 2008 в Пекіні.

## Цікаві факти
У родині Пендерецького його батько та дідусь займалися непрофесійною музикою. Відтак, саме гра батька на скрипці надихнула Кшиштофа навчитися грати на цьому музичному інструменті.

## Список творів

### Опери
- 1968–1969: «Дияволи з Лудену» («Diabły z Loudun») — опера в трьох діях (лібрето композитора за книгою Олдоса Хакслі «Луденські біси» («The Devils of Loudun»);
- 1976–1978: «Втрачений рай» (Raj utracony) — Sacra Raeppresentazione в двох діях (за текстом Дж. Мілтона);
- 1984–1986: «Чорна маска» — опера в одній дії (лібрето Г. Купфера й К. Пендерецького за драмою Герґарта Гауптманна);
- 1990–1991: «Ubu Rex» — opera buffa в двох діях (лібрето Є. Яроцького за драмою Альфреда Жаррі «Убю король»).

### Твори для оркестру
- 1959–1960: Anaklasis для 42 струнних і ударних;
- 1961–1962: Fluorescencje для оркестру;
- 1966: De natura sonoris № 1 для оркестру;
- 1971: Prélude для мідних духових, ударних та контрабаса;
- 1971: De natura sonoris № 2 для оркестру;
- 1972–1973: Симфонія № 1 для оркестру;
- 1974: «Пробудження Якова» для оркестру;
- 1979: Adagietto з «Втраченого раю» для оркестру;
- 1979–1980: Симфонія № 2 (Wigilijna') для оркестру;
- 1988–1995: Симфонія № 3 для оркестру;
- 1989: Adagio — Симфонія № 4 для великого оркестру;
- 1991–1992: Симфонія № 5 для оркестру;

### Для струнного оркестру
- 1959: Emanacje для двох струнних оркестрів;
- 1960–1961: Ofiarom Hiroszimy — tren — для 52 струнних інструментів;
- 1961: Polymorphia для 48 струнних інструментів;
- 1962: Kanon для струнного оркестру;
- 1973: Intermezzo для 24 струнних інструментів;
- 1992: Sinfonietta per archi;
- 1996–1997: Serenade для струнного оркестру: Passacaglia (1996), Larghetto (1997);

### Для духового оркестру
- 1967: Pittsburgh Ouverture для духового оркестру;
- 1994: Entrata для 4 валторни, 3 труби, 3 тромбони, тубу і литавр;
- 1998: Luzerner Fanfare для 8 труб і ударних.

### Для джазового колективу
- 1971: Actions na zespół jazzowy.

### Для інструментів соло з оркестром
- 1961: Fonogrammi для флейти та камерного оркестру;
- 1964: Соната для віолончелі з оркестром;
- 1965: Капричіо для гобоя і 11 струнних;
- 1966–1967: Концерт для віолончелі з оркестром (редакція 1971/1972);
- 1967: Капричіо для скрипки і оркестру;
- 1971: Партита для клавесина кончертанте, електричної гітари й басової гітари, арфи, контрабаса й оркестру (редакція 1991)
- 1976–1977: Концерт для скрипки й оркестру (редакція 1988)
- 1982: Концерт для віолончелі з оркестром № 2;
- 1983: Концерт для альта (або віолончелі/кларнета) і оркестру;
- 1992—1993: Концерт для флейти (або кларнета) і камерного оркестру;
- 1992–1995: Концерт для скрипки з оркестром № 2 «Метамарфози»;
- 2000: Музика для флейти, марімби та смичкових;
- 2001: Concerto Grosso для трьох віолончелей з оркестром;
- 2001–2002: Концерт для фортепіано з оркестром «Resurection»;
- 2003: «Largo» для віолончелі з оркестром;
- 2008: Концерт для валторни з оркестром.

### Камерна музика
- 1953: Sonata na skrzypce i fortepian;
- 1956: 3 miniature per clarinetto e pianoforte;
- 1959: Miniatura per violino e pianoforte;
- 1960: Quartetto per archi No. 1 (I Kwartet smyczowy);
- 1968: Capriccio per Siegfried Palm;
- 1968: Quartetto per archi No. 2 (II Kwartet smyczowy);
- 1980: Capriccio für Tuba solo;
- 1984: Cadenza per viola sola;
- 1985–1986: Per Slava;
- 1987: Prélude na klarnet solo in B;
- 1988: Der unterbrochene Gedanke na kwartet smyczkowy;
- 1990–1991: Trio smyczkowe;
- 1993: Quartett na klarnet, skrzypce, altówkę i wiolonczelę;
- 1994: Divertimento per violoncello solo;
- 1999: Sonata per violino e pianoforte No. 2;
- 2000: Sekstet na skrzypce, altówkę, wiolonczelę, klarnet, waltornię i fortepian;

### Електронна музика
- 1961: Psalmus na taśmę;
- 1972: Ekecheiria — Muzyka na taśmę z okazji igrzysk XX olimpiady.

### Для хору а капела
- 1962: Stabat Mater z Pasji Łukaszowej na trzy chóry mieszane (SATB) a cappella;
- 1965: Miserere z Pasji Łukaszowej na chór chłopięcy ad lib. i trzy chóry mieszane (ATB) a cappella;
- 1965: In Pulverem Mortis z Pasji Łukaszowej na trzy chóry mieszane (SATB) a cappella;
- 1972: Ecloga VIII (Vergili «Bucolica») na 6 głosów (AATBBB) a cappella;
- 1981: Agnus Dei z Polskiego Requiem na chór mieszany (SSAATTBB) a cappella;
- 1986: Ize cheruvimi — na chór mieszany a capella (SSAATTBB) a cappella do tekstu staro-cerkiewno-słowiańskiego;
- 1987: Veni creator (Hrabanus Maurus) na chór mieszany (SSAATTBB) a cappella;
- 1992: Benedicamus Domino (Organum i Psalm 117) na pięciogłosowy chór męski (TTTBB) a cappella;
- 1993: Benedictus na chór mieszany (SATB) a cappella;

### Для вокалістів із супроводом
- 1959: Strofy na sopran, recytatora i 10 instrumentów do tekstów Menandra, Sofoklesa, i in.ja, ty i my

### Для хору з оркестром
- 1958: Psalmy Dawida na chór mieszany (SATB) i instrumenty strunowe — (Psalm XXVIII, Psalm XXX, Psalm XLIII und Psalm CXLIII);
- 1959–1961: Wymiary czasu i ciszy na czterdziestogłosowy chór mieszany, perkusję i smyczki;
- 1964: Cantata in honorem Almae Matris Universitatis Iagellonicae sescentos abhinc annos fundatae na dwa chóry mieszane i orkiestrę;
- 1970–1973: Canticum Canticorum Salomonis na szesnastogłosowy chór mieszany, orkiestrę kameralną i parę taneczną (ad lib.);
- 1997: 'Slawa swjatamu dlinnju knazju moskowskamu (Hymn do św. Daniela) na chór mieszany i orkiestrę;
- 1997: Hymn do św. Adalberta na chór mieszany i orkiestrę.

### Для хору, голосів та камерних ансамблів
- 1965–1966: Passio Et Mors Domini Nostri Jesu Christi Secundum Lucam na sopran, bariton, bas, recytatora, chór chłopięcy, trzy chóry (SATB) und Orchester;
- 1967: Dies Irae — Oratorium ob memoriam in perniciei castris in Oświęcim necatorum inexstinguibilem reddendam na sopran, tenor, bas, chórmieszany (SATB) i orkiestrę: I. Lamentatio, II. Apocalypsis III. Apotheosis (Oratorium);
- 1970: Kosmogonia na solistów (sopran, tenor, bas), chór mieszany i orkiestrę;
- 1969–1970: Utrenja I (Jutrznia — złożenie do grobu) na solistów (sopran, alt, tenor, bas, basso profondo), dwa chóry mieszane i orkiestrę;
- 1970–1971: Utrenja II (Zmartwychwstanie) na solistów (sopran, alt, tenor, bas, basso profondo), dwa chóry mieszane i orkiestrę;
- 1973–1974: Magnificat na bas solo, zespół wokalny, dwa chóry mieszane, głosy chłopięce i orkiestrę: I. Magnificat, II. Fuga, III. Et misericordia eius…, IV. fecit potentiam, V. passacaglia, IV. sicut locutus est, VII. gloria;
- 1979–1980: Te Deum na cztery głosy solowe (sopran, mezzosopran, tenor, bas), dwa chóry mieszane i orkiestrę;
- 1980–1984: Polskie Requiem na czterech solistów (SATB), chór mieszany i orkiestrę;
- 1995: Agnus Dei na cztery głosy solowe, chór mieszany i orkiestrę;
- 1996: Siedem bram Jerozolimy na pięć głosów solowych (SSATB), recytatora, trzy chóry mieszane i orkiestrę. Częci utworu:
  - I. Magnus Dominus et laudabilis nimis,
  - II. Si oblitus fuero tui, Jerusalem,
  - III. De profundis,
  - IV. Si oblitus fuero tui, Jerusalem,
  - V. Lauda, Jerusalem, Dominum (Psalm 147),
  - VI. Ezechiel 37, 1-10,
  - VII. Haec dicit Dominus: Ecce ego do coram vobis viam vitae, et viam mortis;
  - (zdjęcie fragmentu partytury [Архівовано 16 жовтня 2007 у Wayback Machine.]);
- 1997–1998: Credo na pięć głosów solowych (sopran, mezzosopran, alt, tenor, bass) chór dziecięcy, chór mieszany i orkiestrę.